# Needle Rocks

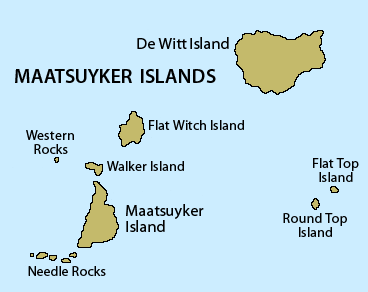
Die Needle Rocks im Südwesten von Maatsuyker Island

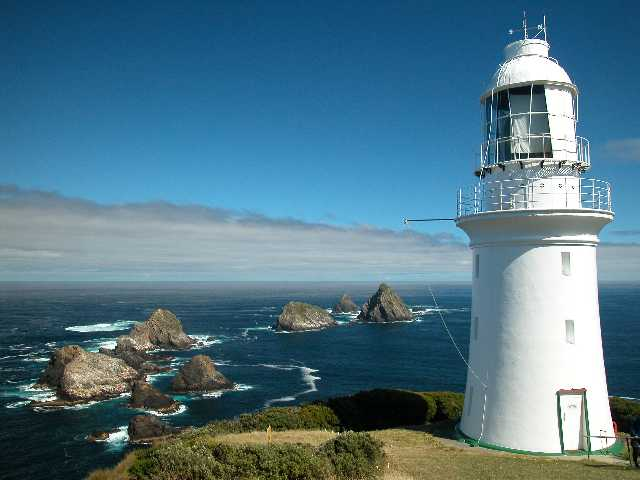
Die Needle Rocks von Maatsuyker Island gesehen

Die Needle Rocks, auch einfach Needles genannt, sind zu den Maatsuyker-Inseln gehörende Felsinseln vor dem Südostkap Tasmaniens und haben insgesamt eine Fläche von 10,5 Hektar. Sie bestehen aus fünf Hauptfelsen und einigen kleineren Felsbrocken, die wenige Meter vom südwestlichsten Punkt der Maatsuyker Island aus eine rund zwei Kilometer lange Reihe nach Westen bilden. Sie gehören zum Southwest-Nationalpark.

## Flora und Fauna
Vegetation besteht auf der Insel nur in Form der Sukkulentenpflanze Carpobrotus rossii. 
Unter den Meeres- und Watvögeln wurden Zwergpinguine, der Kurzschwanz-Sturmtaucher, Feensturmvögel, Tauchsturmvögel und der Ruß-Austernfischer aufgezeichnet; stellenweise gibt es auch Skinke. Zu bestimmten Jahreszeiten findet man an manchen Seiten der Felsen Südafrikanische Seebären.
Koordinaten: 43° 39′ 45″ S, 146° 15′ 19″ O